# Scaptrella tenuicaudatus
Scaptrella tenuicaudatus är en rundmaskart som beskrevs av Gerlach 1956. Scaptrella tenuicaudatus ingår i släktet Scaptrella och familjen Scaptrellidae. Inga underarter finns listade i Catalogue of Life.